# 유충호르몬
유충 호르몬(Juvenile Hormone,JH)은 곤충의 알라타체에서 분비되는 호르몬을 통틀어 이르는 말이다. 애벌레에서는 성충의 형질을 보존하며, 성충에서는 생식샘의 성숙에 관여한다. 전흉선 호르몬과 함께 작용하여 유충기의 탈피가 이루어진다. 알라타체 호르몬이라고도 한다.

## 생합성
JH의 생합성은 동물에서의 콜레스테롤의 생합성과 유사한 것으로 여겨진다.  그러나  JH의 생합성에서뿐만아니라 동종 JH III, JH III 비시폭사이드(bisepoxide) 등에서 상당한 차이도 발견되는것으로 알려져있다.
JH III의 생합성은 IPP의 생산에서 FPP로의 콜레스테롤의 그것과 동일하지만 미토콘드리아에서 구연산으로의 시트레이트 또는 다른 대사 산물의 세포질로의 수출 또는 아세틸-CoA의 형성에 대한 연구는 보다 자세한 연구가 필요한 것으로 알려져있다. 이 경로의 효소는 박각시나방(Manduca sexta)에서 처음으로 연구되었으며, 이는 JHIII 및 동종 이성질체(homoisoprenoid)와 이성질체(isoprenoid)인  JH를 모두 생성하는데 관여하는 것으로 알려져있다.

## 같이 보기
- 피토 케미칼